# Diamantbestattung
Die Diamantbestattung ist keine eigentliche Bestattungsart, sondern es handelt sich um die Verbringung der Ergebnisse der Feuerbestattung. Nach Vorgabe soll eventuell verbliebener amorpher Kohlenstoff der Kremierungsasche zu einem synthetischen Diamanten „veredelt“ werden. Der Diamant ermöglicht den Hinterbliebenen eine Erinnerung an den Verstorbenen. Die (restliche) anorganische Asche wird jedoch wie üblich beigesetzt.

## Verfahren
Eine „Diamantbestattung“ im engeren Sinne setzt die Einäscherung des Verstorbenen voraus, die bei Temperaturen unterhalb von 800 °C bis 950 °C erfolgen muss, damit amorpher Kohlenstoff in der Asche verbleiben kann. Die in Krematorien übliche Nachverbrennung bei Temperaturen von mindestens 1200 °C lässt keinen amorphen oder hexagonalen Kohlenstoff übrig, um das Ausgangsmaterial für einen Diamanten zu haben. Vielmehr wird bei höheren Temperaturen als 950 °C aller Kohlenstoff zu CO2 oxidiert oder mit den anderen Begleitstoffen in Karbonate überführt (vorzugsweise CaCO3). Diese thermische Zersetzung ist Veraschen aller organischer Verbindungen und es bleiben nur anorganische Bestandteile zurück. Insbesondere wird notwendigerweise vor der Entnahme der Kremationsreste auf das Ausglühen der mineralischen Bestandteile gewartet, sodass sämtlicher Kohlenstoff in gasförmiges CO2 übergegangen ist. Technisch gesprochen ist das Ergebnis der Feuerbestattung der Glührückstand, der bei 1200 °C verbleibt, sodass keine Diamanten gezüchtet werden könnten.

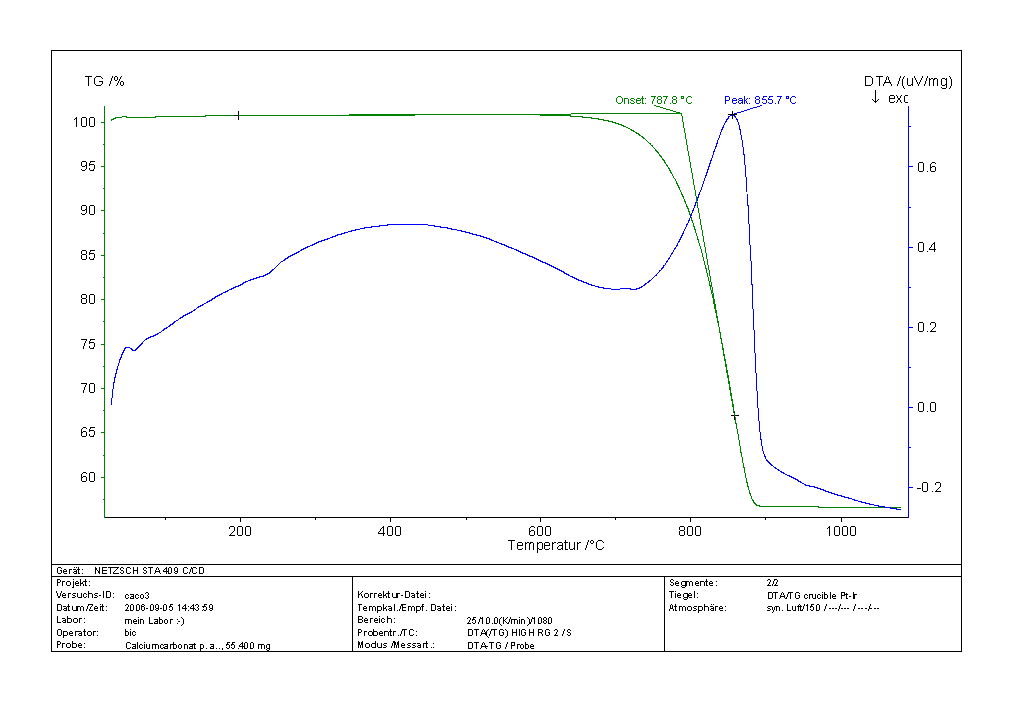
Zersetzungstemperatur von Kalziumkarbonat in der DTA

Ausgangsstoff für die Züchtung eines Kristalls in dichtester Kugelpackung (Diamantstruktur) setzt amorphen Kohlenstoff voraus. Da in „normaler“ Kremationsasche kein amorpher Kohlenstoff enthalten ist, erfolgt unter normalen Verbrennungsmethoden bestenfalls der Einsatz von externem Kohlenstoff (also nicht unbedingt vom Verstorbenen)[Quelle?]
, deshalb muss die Verbrennung anders geführt werden. Zur Gewinnung von Diamanten werden die natürlichen Entstehungsbedingungen von Diamantkristallen nachgebildet.
Technisch ist die Kristallzüchtung ein eingeführtes Verfahren. Bei einem Druck von 50.000 bis 60.000 bar und einer Temperatur von 1800 bis 2000 Kelvin kristallisiert Kohlenstoff im hexagonalen Kristallsystem, umgewandelt in die dicht gepackte Diamantstruktur. Bei Zugabe eines entsprechenden Katalysators (meist Eisencarbonyl) findet die Umwandlung in einem Zeitraum von einigen Wochen statt. Für die erreichbare Größe ist die Zeitdauer des Aufwachsprozesses entscheidend, jedoch nicht die vorhandene Substanzmenge des Kristallisationskeimes.
Der von kommerziellen Unternehmen gefertigte Diamant hat als Rohdiamant eine Größe von 0,4 bis 1 Karat, das sind 80 bis 200 Milligramm. Der Rohdiamant kann poliert und geschliffen werden. Mit einem Laser lässt sich danach eine Mikrobeschriftung aufbringen. Bei „Bestattungsdiamanten“ ist ein bläulicher Schimmer durch Boreinschlüsse typisch. Andere Färbungen sind durch wesensfremde Ausgangsstoffe bedingt.

## Bestattungszwang
Derzeit ist es in Deutschland gesetzlich nicht zulässig, Kremationsasche zu Hause zu lagern, allerdings wird die Diamantbestattung geduldet und angeboten. Auch in Österreich gibt es inzwischen Möglichkeiten hierzu.
In allen deutschen Bundesländern besteht (gemäß dem jeweiligen Bestattungsgesetz des Bundeslandes) Bestattungszwang. Damit sind die sterblichen Reste und insbesondere die Kremationsasche auf vorgeschriebenen und für diesen Zweck freigegebenen Flächen aufzubewahren.
In umliegenden Staaten, insbesondere in der Schweiz und den Niederlanden ist auf Grund einer anderen Gesetzeslage eine Diamantbestattung im eigentlichen Sinne möglich. Deshalb muss für Deutschland und Österreich die Asche des Verstorbenen in Länder gebracht werden, in denen die „Transformation“ als ordentliche Bestattung akzeptiert wird. Die Aschekapsel wird von auswärtigen Bestattungsunternehmen abgefordert und von außerhalb ansässigen Unternehmen bearbeitet. Es verbleibt eine Substanzmenge, die gesetzeskonform beigesetzt werden kann. Voraussetzung einer solchen Möglichkeit ist immer die subjektiv gewonnene Zustimmung des Verstorbenen, der dann die Nachfahren folgen sollten. Die Bestattungsform sollte dem „erklärten oder mutmaßlichen letzten Willen“ des Verstorbenen entsprechen. In der Schweiz und in den Niederlanden sind die Formfragen für die Diamantbestattung einfacher. Der Verbleib der nach der Abteilung für den Diamanten verbliebenen Asche des Verstorbenen kann in der Schweiz und in Holland gesetzeskonform beigesetzt werden.

## Kommerzielle Varianten

### Bestattungsdiamant
Eine echte Diamantbestattung setzt eine gesonderte Kremationsführung voraus, so dass heteromorpher Kohlenstoff verblieben ist. Nur ein Bruchteil der Substanz des Verstorbenen wird zu einem Diamanten geformt, insofern ist für den Hinterbliebenen der symbolische Wert des Schmuckstücks bedeutungsvoll. Dieses Erinnerungs- und Schmuckstück ist eine Form der Trauerbewältigung und auf Grund der symbolischen Wirkung von Diamanten ein Objekt der Trauer, ist allerdings mit dem körperlichen Verbleib des Verstorbenen nur indirekt verbunden.

### Erinnerungsdiamant
Eine Möglichkeit, Diamanten aus humaner Substanz zu fertigen, geht vom Keratin in den Haaren aus. Eine geeignete Menge an Haaren wird verkohlt und bringt die notwendige Menge amorphen Kohlenstoffs. Nach der Reinigung wird mit dem beschriebenen Herstellungsprozess ein Kristall in Diamantstruktur gezüchtet. Solch ein Kristall kann unabhängig von Bestattungsgesetzen oder der Bestattungsart auch von den Haaren des noch Lebenden gefertigt werden. Die Wartezeit auf einen Diamanten hängt von der bestellten Größe ab. Ein kleiner Erinnerungsdiamant benötigt bis zu drei Monate, während es für einen großen bis über ein halbes Jahr dauern kann. Kommerzielle Unternehmen der Branche geben als erforderliche Menge für einen Erinnerungsdiamanten 500 g geeignete Kremationsasche oder 10 g Haare an. Auch Knochen größer als 20 mm, die nach der Kremation übrig bleiben und, verglichen mit Kremationsasche in Pulverform, relativ wenig Kohlenstoff enthalten, sind unter bestimmten Bedingungen nutzbar.

### „Edelsteinbestattung“
Für eine sogenannte Edelsteinbestattung wird nach der Kremation die Aschekapsel lediglich für geraume Zeit gemeinsam mit einem ausgewählten Edelstein gelagert. Die Lagerungsdauer bleibt hierbei unbenannt. Die zugrunde gelegte (esoterische) These besagt, dass der Stein durch eine ›ideelle‹ Wirkung der als beseelt bezeichneten Asche energetisiert wird. Die Preise hierfür sind entsprechend geringer, allerdings ist die mögliche Lagerungsdauer für eine Bestattungsurne begrenzt.

### Kritik
- Die ethischen Grundsätze der International Cremation Federation (ICF) enthalten demgegenüber die Forderung: „Die Asche einer Person ist grundsätzlich unteilbar.“ So stellt sich der internationale Verband und deren Mitglied der Bundesverband Deutscher Bestatter (BDB) generell gegen die gewerbliche Nutzung von Produkten oder Rückständen der Kremation.[4]

- „Angesichts dessen, was heute denk- und machbar ist, folgt die Bestattungskultur mehr und mehr den Gesetzen des Marktes. Dabei vermehren sich die Sinnhorizonte und werden neu vernetzt. […] entsteht mit dem Schmuckstück ein Erinnerungsgegenstand, der für die Angehörigen ambulant handhabbar wird. Er ist buchstäblich vorzeigbar, er ziert den Körper, er lässt sich repräsentativ aufbewahren, er kann flexibel in den Alltag integriert werden.“ (Thorsten Benkel, Thomas Klie, Matthias Meitzler)[5]